# David Mandel
David H. Mandel é um produtor de televisão e roteirista norte-americano. Como reconhecimento, foi indicado ao Primetime Emmy Awards 2019.